# گمینا پژستاینگ
گمینا پژستاینگ (به لهستانی:  Gmina Przystajń) یک گمینا در لهستان است که در شهرستان کووبوتسک واقع شده‌است. گمینا پژستاینگ ۸۸٫۸۵ کیلومتر مربع مساحت و ۵٬۹۷۸ نفر جمعیت دارد.